# Nicolás Repetto
Nicolás Repetto (Buenos Aires, 1871 - ibidem, 1965) était un médecin et homme politique socialiste argentin.
Nicolás Repetto obtint un doctorat en médecine et, au terme d’un voyage d’étude en Europe, s’installa comme médecin pédiatre dans sa ville natale et sut bientôt s’acquérir une certaine renommée médicale. Cependant, il s’était aussi engagé fort tôt dans la politique, tout d’abord dans le mouvement radical, aux côtés de son mentor Juan B. Justo, avant que celui-ci ne fonde le Parti socialiste en 1896. Devenu membre de ce parti, il fut amené à s’impliquer dans les différentes structures et organisations qui formaient l’ossature du PS, et plus particulièrement, étant un fervent adepte de l’idée coopérative, à codiriger El Hogar Obrero, importante coopérative ouvrière de logement social et de commerce de détail. En 1913, il mit un terme définitif à sa carrière médicale pour se vouer entièrement à l’action politique. À la mort de Justo en 1928, il lui succéda à la tête du parti, et les habitants de Buenos Aires l’éliront huit fois pour leur député national. Au lendemain du coup d’État de 1930, et en vue des élections présidentielles de novembre 1931, il s’associa en binôme avec Lisandro de la Torre, mais fut battu de justesse face au candidat conservateur de la Concordancia, dans un climat électoral délétère (fraude, inéligibilité de certaines personnalités et de certains partis etc.). Pendant la Décennie infâme, malgré la fraude électorale désormais institutionnalisée, lui et son parti obtinrent localement quelques succès électoraux, tandis que Repetto menait une lutte contre les groupements fascistes, qui montaient alors en puissance. Il s’opposa farouchement au pouvoir issu du coup d’État de 1943, et lors des élections (régulières) de 1946 associa son parti à la coalition dite Union démocratique réunissant l’UCR, le PS, le PC et le PDP et destinée à affronter Perón. Avec la victoire de ce dernier, Repetto fut jeté en prison et dut s’éclipser. Il revint sur le devant de la scène politique en 1955, au lendemain du coup d’État qui renversa Perón, lorsqu’il fut appelé par le nouveau président de facto Lonardi à participer à la Commission consultative et qu’il fut élu en 1956 à siéger à l’Assemblée constituante convoquée par le pouvoir militaire. La victoire de Frondizi (soutenu en sous-main par Perón exilé) aux élections de 1958 provoqua la scission du PS sur la question du soutien à apporter ou non au nouveau président. Repetto était l’auteur (en plus d’articles scientifiques) de plusieurs ouvrages de réflexion politique et d’histoire, et en particulier d’une biographie de son mentor Justo.

## Biographie

### Jeunes années et carrière médicale
Nicolás Repetto, né en 1871 à Buenos Aires, passa ses jeunes années dans sa ville natale, où, enfant, il lui fut donné de connaître personnellement Domingo Faustino Sarmiento, qui vivait non loin du domicile de ses parents. Fréquentant le prestigieux établissement d’enseignement secondaire Colegio Nacional de Buenos Aires, il eut pour professeurs notamment Norberto Piñero en droit, Fragueiro en histoire, Antonio Bermejo en philosophie, et Nicolás U. Matienzo en géographie. Il s’inscrivit à la faculté de médecine de l’université de Buenos Aires et obtint son doctorat en 1894. Auparavant, alors qu’il était étudiant de 3e année, il participa à la révolution de 1890, dans le parc d’artillerie de Buenos Aires, en tant qu’assistant médical, s’occupant de soigner les blessés. Du reste, il s’était engagé, fort jeune encore, en politique, participant dès 1889 à l’Union civique de la jeunesse (Unión Cívica de la Juventud) aux côtés de Juan B. Justo. Entre 1894 et 1897, il entreprit un long voyage d’études à travers l’Europe, devenant en 1895 interne à l’hôpital de l'Île, établissement hospitalier universitaire renommé situé dans la ville de Berne en Suisse. À son retour en Argentine, il prit du service comme chirurgien pédiatre à l’hôpital Ramos Mejía de Buenos Aires, tout en enseignant à la faculté de médecine de son université d’origine.

### Engagement dans le Parti socialiste
En 1900, Repetto adhéra au Parti socialiste d’Argentine, cofondé en 1896 par Juan B. Justo, maître à penser de Repetto et médecin comme lui, et prit en 1902 la direction du journal de ce parti, La Vanguardia. Il ne cessa entre-temps d’exercer la médecine comme chirurgien, réussissant à s’acquérir dans ce domaine une grande renommée. Entre 1903 et 1910, il occupa le poste de chirurgien en chef de l’hôpital Italien de Buenos Aires et assista en 1909 au Congrès international de médecine à Budapest.
Parallèlement, il déploya une importante action politique et sociale : en 1905, en association avec le docteur Justo, il fonda El Hogar Obrero (littér. le Foyer ouvrier), coopérative de consommation et de logement (cooperativa de consumo y vivienda) qui, se développant au même rythme que l’économie argentine alors en pleine expansion, devint rapidement le principal constructeur de logements et un important opérateur dans le commerce de détail. Toujours en association avec Justo, il créa le Diario del Pueblo, et collabora à la Sociedad Luz (une université populaire créée en 1899 par Justo), à l’Asociación de Socorros Mutuos (littér. Association des secours mutuels) et à la Biblioteca Obrera, structures qui étaient autant de piliers du Parti socialiste argentin.
Il publia de nombreux articles dans des revues scientifiques et participa en 1906 à l’Hôpital d’urgences populaire que gérait le journal La Prensa (qui était alors le deuxième journal d’Argentine pour le tirage). Ces accomplissements permirent à Repetto, à la faveur de loi Sáenz Peña instaurant le suffrage universel (masculin) en Argentine, de se faire élire député pour le district fédéral de Buenos Aires en 1913, à l’âge de 42 ans. Cette même année, il ferma son centre chirurgical et son cabinet de consultation, mettant ainsi un terme à sa carrière professionnelle malgré le succès et la notoriété qu’il avait réussi à acquérir, pour se vouer tout entier à la politique. Entre 1913 et 1943, le peuple de la capitale Buenos Aires le désigna huit fois pour son député national. Il épousa la sculptrice et militante féministe Fenia Chertkoff (1869-1927), d’origine russe juive.
Étroitement allié à l’organisation des petits propriétaires Federación Agraria Argentina (FAA), il apporta son appui à une politique favorable à l’agriculture familiale et dénonça les déplorables conditions de travail dans les exploitations agricoles du nord du pays. Il fut désigné par son parti pour concourir à l’élection présidentielle de 1922, mais fut mis en échec d’une part par les violences de la milice paramilitaire Ligue patriotique argentine, et d’autre part par la popularité du parti centriste au pouvoir, l’UCR. Repetto démissionna de son mandat parlementaire en 1923, mais revint l’année suivante.

### Décennie infâme (1931-1943)
À la mort en 1928 de Juan B. Justo, son ami de longue date, qui survint quelques mois après le décès de son épouse, il fut désigné à la présidence du Parti socialiste. Le coup d’État qui en 1930 renversa le président vieillissant Hipólito Yrigoyen fut suivi, au bout d’une période de dictature militaire, de nouvelles élections l’année suivante. Gardant de bonnes chances, Repetto négocia une Alliance civile avec le parti réformiste PDP (Parti démocrate progressiste) et consentit à s’associer en binôme (fórmula), au titre de candidat à la vice-présidence, avec le dirigeant du PDP, Lisandro de la Torre, militant anti-corruption connu. Le gouvernement militaire en place pour sa part, dirigé par le général José Félix Uriburu, appuyait la Concordancia, alliance électorale de centre-droit, et refusait de garantir à l’opposition la tenue d’élections libres et équitables (ou même seulement la sécurité des opposants), ce qui porta l’UCR dans un premier temps à bouder le scrutin, et ce qui du même coup rendait envisageable une victoire de l’Alliance civile ; cependant, Repetto fut jeté en prison. Au milieu de nombre d’irrégularités et moyennant le recours à la fraude électorale (systématisée ensuite par le régime et qualifiée de « fraude patriotique »), la Concordancia sut s’assurer aux élections de 1932, dans un contexte politique national détérioré, une marge substantielle du vote populaire aux dépens des radicaux. Les deux camps furent à égalité au sein du collège électoral — il s’agissait encore d’un scrutin indirect — et aucun d’eux ne disposait d’une majorité de grands électeurs, mais un nombre suffisant finit par se laisser entraîner à soutenir la Concordancia,.
Par la suite, plusieurs victoires électorales des socialistes et du PDP lors de scrutins parlementaires soulevèrent l’éventualité d’une nouvelle alliance entre les deux partis en vue du scrutin de 1937, cependant Lisandro de la Torre démissionna du Sénat, après une tentative d’assassinat à son encontre dans la salle du Sénat en 1935. Repetto accepta la désignation par son parti à la présidentielle de 1937, mais ses chances furent compromises par le retour de l’UCR sur la scène politique nationale.
En 1941, Nicolás Repetto devint membre de l’Action argentine, groupement issu de la société civile et visant à lutter contre l’influence politique croissante du mouvement fasciste et nazi en Argentine. En 1943, il s’opposa vigoureusement au coup d’État de juin, ce qui lui valut persécutions, prison politique et exil.

### Péronisme et après-péronisme
En 1945, il incorpora le Parti socialiste dans l’Union démocratique, la coalition électorale impulsée par l’ambassadeur américain Spruille Braden et destinée à affronter Juan Domingo Perón aux élections de 1946. Au lendemain de l’élection de Perón à la présidence de la Nation, Repetto, de même qu’un nombre croissant de figures de l’opposition, fut incarcéré.    
En 1955, dans la suite du coup d’État de septembre qui avait renversé Perón, Repetto fit sa réapparition dans la politique nationale, en particulier quand le président provisoire, le général Eduardo Lonardi, le sollicita de faire partie du Comité consultatif (Junta Consultiva) mise sur pied par la dictature militaire, et fut élu en 1957 à siéger à la convention constituante convoquée par le nouveau pouvoir. 
En 1958, après la victoire d’Arturo Frondizi, candidat radical sécessionniste cautionné par Perón en exil, le Parti socialiste était divisé quant au degré d’opposition à adopter vis-à-vis d’un péronisme résurgent. Nicolás Repetto fut alors l’un des artisans de la scission du Parti socialiste, prenant en effet en compagnie d’Américo Ghioldi la tête du Parti socialiste démocratique, plus anti-péroniste, tandis que les autres fractions socialistes, emmenées par Alfredo Palacios et Ramón Muñiz, constituèrent le Parti socialiste argentin (PSA), ce qui entraîna une dispersion du vote socialiste aux élections générales de 1963,.
Nicolás Repetto était le contemporain et ami du Dr Alfredo L. Palacios, par rapport à qui il fut amené, par les circonstances de l’évolution politique, et cela jusqu’à la fin, de défendre des positions opposées au sein du même parti socialiste. Ce néanmoins, à la fin de 1964, alors que la santé de Palacios était rapidement déclinante, Nicolás Repetto n’hésita pas à se rendre à son logis de la rue Charcas pour lui rendre visite et eut avec lui une ultime conversation de près de deux heures.
En 1961, la société civile lui rendit un hommage civique à l’occasion de son 90e anniversaire. Tout au long de sa vie politique, Nicolás Repetto ne cessa d’être tout à la fois politicien professionnel et professeur d’université, médecin et scientifique, penseur et guide intellectuel. Personnalité atypique dans le milieu politique argentin, Repetto eut l’admiration et le respect des intellectuels, y compris de ceux qui ne partageaient pas ses positions. C’était le cas de l’écrivain Victoria Ocampo, qui déclara que le docteur Repetto était le seul homme politique avec qui elle pouvait s’entendre.
Repetto laissa une œuvre écrite composée d’une dizaine d’ouvrages de politique et d’histoire, dans lesquels il expose avec minutie sa pensée sur de multiples sujets tels que le socialisme, la médecine, l’agriculture et la politique, et parmi lesquels figure aussi une biographie de son ami Juan B. Justo. 
Repetto s’éteignit à Buenos Aires en 1965, à l’âge de 94 ans.

## Pensée politique
La pensée de Repetto était fortement influencée par son mentor Juan B. Justo et par Jean Jaurès, pour lequel il avait la plus grande admiration. José S. Campobassi signale que « Repetto admirait Jean Jaurès et le considérait comme le plus éminent des socialistes contemporains. Il le connut et traita avec lui à Paris en 1909 et à Buenos Aires en 1911 ». Repetto accompagna Jaurès lors de sa voyage à Buenos Aires et recueillit directement les commentaires que faisait Jaurès sur ce qu’il voyait, notamment lors de la visite d’une usine. À l’instar de Jaurès, Repetto était un homme politique et un journaliste, à la fois un penseur d’envergure philosophique et un historien documenté.
Il sut maintenir un équilibre entre intelligence et volonté : « Penser et agir, agir et penser », avait-il coutume de dire, et : « la pensée engendre l’action, l’action contrôle la pensée ».
Il estimait que ceux qui poursuivent des intérêts privés ne pouvaient pas s’occuper des affaires publiques, et lui-même se tint à cette règle. Il aspirait à ce qu’il y eût la plus grande transparence dans la vie publique afin d’éviter que le pays ne devînt une immense foire de marchands.
Chirurgien renommé, il eut, tout comme Justo, sa « crise médicale », qui l’éloigna de la chirurgie et le fit s’engager résolument sur la voie de l’action politique et sociale. Il fut également un agriculteur et était bien renseigné sur les problèmes des campagnes, sur lesquels il se pencha en socialiste et en homme d’État. Il œuvra à développer la coopération libre, et fut l’un des principaux promoteurs du mouvement du coopérativisme en Argentine. Dans son opinion, la coopérative était une société d’hommes modestes, ayant pour but de commercialiser collectivement ses produits, de telle manière que les associés se répartissent les bénéfices en proportion de leur apport à la société. À l’inverse, la consommation désorganisée est la consommation de gens sans considération pour autrui, procédant isolément, et évoluant dans un commerce organisé ; la coopération en revanche veut faire aller de pair commerce organisé et consommation organisée.  La coopération n’est pas une institution à caractère philanthropique ; le coopérateur est un homme énergique, actif, qui aide et qui est aidé, qui perçoit des bénéfices en contrepartie de ses efforts.
Repetto, qui fut médecin avant d’être politicien, était un homme politique s’appuyant sur des bases scientifiques. Face aux diverses innovations, il adoptait une attitude attentive, intéressée et réfléchie. Bien qu’impliqué dans les batailles politiques de son temps, il ne perdait pas de vue le processus de transformation sociale par lequel, au travers de la technique et de la démocratisation, l’activité engagée des citoyens gagnait incessamment en importance.

## Ouvrages publiés par Repetto

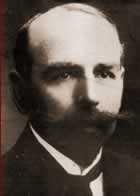
Nicolás Repetto.

Nicolás Repetto fut l’auteur d’essais sur les sujets les plus divers. On retiendra en particulier :
- Biografía de Juan B. Justo
- Azúcar y carne
- Los socialistas y el ejército
- Mi paso por la medicina (1956)
- Mi paso por la política
- De Uriburu a Perón (1958)
- Mi paso por la agricultura.